# André Kemper
André Kemper (* 31. März 1963 in Hamburg) ist ein deutscher Werbeunternehmer und Werbetexter.

## Leben
Kemper begann seine Karriere als Werbetexter 1984 bei BBDO. Danach folgten kurze Stationen bei der Düsseldorfer Agentur Imparc und der Hamburger Agentur Ogilvy & Mather. Danach wechselt er zur Hamburger Werbeagentur Springer & Jacoby. Dort wurde er nach sechs Jahren Geschäftsführender Gesellschafter, Vorstand und Sprecher der Agentur.

2003 wechselte er zurück an die Spitze der BBDO Group Germany, der zu dem Zeitpunkt mit über 4000 Mitarbeitern größten Werbeholding Europas. 
2004 gründete er mit Michael Trautmann die Agentur kempertrautmann, die zahlreiche bekannte Marken betreute. Sie wurde 2005 zur „Newcomeragentur des Jahres“ gewählt und erhielt 2006 den Hamburger Gründerpreis in der Kategorie „Existenzgründer“. Die Gründer Kemper und Trautmann wurden vom Fachmedium Horizont als „Agenturmänner des Jahres 2007“ ausgezeichnet. Im Jahr 2011 wurde Kemper als 25. Mitglied in die „Hall of Fame der deutschen Werbung“ aufgenommen.
Nach dem Einstieg von Karen Heumann und Armin Jochum wurde kempertrautmann im August 2012 in thjnk (Trautmann, Heumann, Jochum und Kemper) umbenannt und Kemper wechselte in den Aufsichtsrat der thjnk ag. Diese Aufgabe nahm er bis zum Februar 2014 wahr.
Im Frühjahr 2014 gründete André Kemper unter dem Dach der Agentur-Holding Commarco die Agentur ANDRÉ. Die Agentur war hauptsächlich für den Kunden Opel zuständig. Im November 2014 gewann Kemper gemeinsam mit Tonio Kröger den Etat von Mercedes, doch entließ ihn Opel erst im Sommer 2015 aus dem Vertrag; zuvor sollte er für Opel noch eine wichtige Kampagne umsetzen. 2015 gründete Kemper in Berlin gemeinsam mit Tonio Kröger die Agentur antoni, exklusiv für den Kunden Mercedes-Benz. Die Agentur-Holding wuchs auf 250 Mitarbeiter gründete Agentur-Einheiten für weitere Kunden. 2021 wurde die Agentur antoni an die amerikanische Agenturholding Omnicom verkauft zu der auch die BBDO-Group gehört. 2022 wurden André Kemper und Tonio Kröger als erste Werber zum zweiten Mal von Horizont zu den „Agenturmännern des Jahres“ gewählt.

## Trivia
Im Jahr 2014 besuchte Kemper gemeinsam mit Johannes B. Kerner den Wiener Opernball. Dort versetzte er dem bayerischen Unternehmer Ulrich J. Pfaffelhuber einen Faustschlag, nachdem dieser zuvor Kerner mehrfach provoziert und den sich abwendenden Kerner zuletzt mit einem Sektglas beworfen hatte. Ein Foto Kempers, auf dem dieser in einer Hand ein Sektglas hält und mit der anderen nach Pfaffelhuber schlägt, wurde vielfach in den sozialen Netzwerken geteilt. Zahlreiche Parodien des Bildes wurden im Tumblr-Blog „André Kemper punching at things“ gesammelt.